# Darwin International Airport
Darwin International Airport är en flygplats i Australien. Den ligger i kommunen Darwin och territoriet Northern Territory, nära territoriets huvudstad Darwin.
Runt Darwin International Airport är det ganska glesbefolkat, med 29 invånare per kvadratkilometer.. Närmaste större samhälle är Darwin, nära Darwin International Airport.
Omgivningarna runt Darwin International Airport är huvudsakligen savann. Genomsnittlig årsnederbörd är 1 801 millimeter. Den regnigaste månaden är januari, med i genomsnitt 507 mm nederbörd, och den torraste är augusti, med 1 mm nederbörd.